# Pacific Four Series 2024
Navigation
2023 2025
La Pacific Four Series 2024 est la quatrième édition de la compétition internationale organisée par World Rugby. Elle oppose quatre nations et est qualificative pour le WXV joué la même année : les trois meilleures nations jouent le WXV 1, l'équipe classée dernière joue le WXV 2.
Le vainqueur est lui qualifié pour la Coupe du monde 2025 ; la Nouvelle-Zélande et le Canada étant déjà qualifiés, la place se joue en réalité entre l'Australie et les États-Unis.
Les matchs sont disputés sur un mois et ont lieu en Australie, en Nouvelle-Zélande et aux États-Unis.
Le Canada bat les trois autres nations engagées et remporte la compétition. Les États-Unis se qualifient pour la Coupe du monde 2025.

## Format
Les quatre équipes s'affrontent une seule fois, soit un total de six rencontres.
| Équipe           | Sélectionneur       | Capitaine                   | Classement 2023 |
| ---------------- | ------------------- | --------------------------- | --------------- |
| Australie        | Joanne Yapp         | Michaela Leonard            | 3e              |
| Canada           | Kévin Rouet (en)    | Sophie de Goede             | 2e              |
| États-Unis       | Sione Fukofuka (en) | Rachel Johnson              | 4e              |
| Nouvelle-Zélande | Allan Bunting (en)  | Kennedy Simon Ruahei Demant | 1er             |

## Classement et résultats

### Classement
| Rang | Pays             | J | V | N | D | Bo | Bd | Pm  | Pe  | Diff | Pts |
| ---- | ---------------- | - | - | - | - | -- | -- | --- | --- | ---- | --- |
| 1    | Canada           | 3 | 3 | 0 | 0 | 2  | 0  | 105 | 40  | +65  | 14  |
| 2    | Nouvelle-Zélande | 3 | 2 | 0 | 1 | 2  | 1  | 143 | 46  | +97  | 11  |
| 3    | États-Unis       | 3 | 1 | 0 | 2 | 1  | 0  | 44  | 132 | -88  | 5   |
| 4    | Australie        | 3 | 0 | 0 | 3 | 1  | 1  | 58  | 132 | -74  | 2   |

### Résultats
| 28 avril 2024 | États-Unis | 7 - 50 (7 - 17) | Canada bo | Dignity Health Sports Park, Carson Arbitre : Tyler Miller |
| 28 avril 2024 | Essai(s) : 1 Perris-Redding (18e) Transformation(s) : 1 Cantorna (19e) Carton(s) jaune(s) : 1 Mataitoga (70e) | Rapport         | Essai(s) : 8 Gallagher (3e, 70e), Royer (9e, 21e), Grant (43e), de Goede (50e, 55e), Omokhuale (79e) Transformation(s) : 5 de Goede (21e,44e, 50e, 56e), Tessier (80e) Carton(s) jaune(s) : 1 Gallagher (76e) | Dignity Health Sports Park, Carson Arbitre : Tyler Miller |
| 28 avril 2024 | | Rapport         | | Dignity Health Sports Park, Carson Arbitre : Tyler Miller |

| 11 mai 2024 | Australie                                                                                           | 14 - 33 (7 - 19) | Canada bo | Allianz Stadium, Sydney Arbitre : Natarsha Ganley |
| 11 mai 2024 | Essai(s) : 2 Naden (21e), de pénalité (48e) Transformation(s) : 2 McKenzie (22e), de pénalité (48e) | Rapport          | Essai(s) : 5 Cline (5e, 31e), Hunt (10e, 45e), Menin (51e) Transformation(s) : 4 de Goede (6e, 32e, 46e, 52e) Carton(s) jaune(s) : 1 Grant (48e) | Allianz Stadium, Sydney Arbitre : Natarsha Ganley |
| 11 mai 2024 | | Rapport          | | Allianz Stadium, Sydney Arbitre : Natarsha Ganley |

| 11 mai 2024 | Nouvelle-Zélande bo | 57 - 5 (36 - 0) | États-Unis                | FMG Stadium, Hamilton Arbitre : Julianne Zussman |
| 11 mai 2024 | Essai(s) : 9 du Plessis (2e), Paul (5e, 10e, 16e), Vahaakolo (8e), Vaipulu (26e), Tui (54e), Sae (73e), Maliepo (75e) Transformation(s) : 6 Demant (3e, 9e, 27e), King (56e, 74e, 77e) | Rapport         | Essai(s) : 1 Tafuna (63e) | FMG Stadium, Hamilton Arbitre : Julianne Zussman |
| 11 mai 2024 | | Rapport         |                           | FMG Stadium, Hamilton Arbitre : Julianne Zussman |

| 17 mai 2024 | Australie bo, bd | 25 - 32 (20 - 8) | États-Unis bo | AAMI Park, Melbourne Arbitre : Maggie Cogger-Orr |
| 17 mai 2024 | Essai(s) : 4 Miller (5e), Marsters (18e), Stewart (33e), Friedrichs (56e) Transformation(s) : 1 McKenzie (18e) Pénalité(s) : 1 McKenzie (43e) | Rapport          | Essai(s) : 5 Treder (37e), Rogers (44e, 47e), Clapp (62e), Hingano (69e) Transformation(s) : 2 Cantorna (44e, 62e) Pénalité(s) : 1 Cantorna (9e) | AAMI Park, Melbourne Arbitre : Maggie Cogger-Orr |
| 17 mai 2024 | | Rapport          | | AAMI Park, Melbourne Arbitre : Maggie Cogger-Orr |

| 19 mai 2024 | Nouvelle-Zélande bd | 21 - 22 (14 - 10) | Canada | Orangetheory Stadium, Christchurch Arbitre : Aurélie Groizeleau |
| 19 mai 2024 | Essai(s) : 3 Vahaakolo (10e, 22e), Maliepo (73e) Transformation(s) : 3 Demant (10e, 22e, 73e) Carton(s) jaune(s) : 2 Brunt (59e), Itunu (77e) | Rapport           | Essai(s) : 3 Bermudez (29e, 60e), Hunt (44e) Transformation(s) : 2 de Goede (29e, 60e) Pénalité(s) : 1 de Goede (7e) Carton(s) jaune(s) : 1 Apps (71e) | Orangetheory Stadium, Christchurch Arbitre : Aurélie Groizeleau |
| 19 mai 2024 | | Rapport           | | Orangetheory Stadium, Christchurch Arbitre : Aurélie Groizeleau |

| 25 mai 2024 | Nouvelle-Zélande | 67 - 19 (45 - 7) | Australie                                                                               | North Harbour Stadium, Albany Arbitre : Aimee Barrett-Theron |
| 25 mai 2024 | Essai(s) : 11 Olsen-Baker (5e), Brunt (14e), Paul (21e, 24e, 48e), Mikaele-Tu'u (31e), Ponsonby (33e), Vahaakolo (35e), Viliko (44e), Simon (55e, 72e) Transformation(s) : 6 Holmes (6e, 14e, 25e, 32e, 36e, 56e) | Rapport          | Essai(s) : 3 McKenzie (8e, 58e), Stewart (52e) Transformation(s) : 2 McKenzie (9e, 58e) | North Harbour Stadium, Albany Arbitre : Aimee Barrett-Theron |
| 25 mai 2024 | | Rapport          |                                                                                         | North Harbour Stadium, Albany Arbitre : Aimee Barrett-Theron |

## Effectifs
En italique les joueuses non capées.
| Entraîneuse | Joanne Yapp |
| Avants      | Allana Sikimeti (Brumbies) • Asoiva Karpani (Waratahs) • Brianna Hoy (Waratahs) • Bridie O'Gorman (Waratahs) • Sally Fuesaina (Brumbies) • Hera-Barb Malcolm Heke (Western Force) • Tania Naden (Brumbies) • Kaitlan Leaney (Waratahs) • Michaela Leonard (Force) • Tiarah Minns (Melbourne Rebels) • Ashley Marsters (Melbourne Rebels) • Atasi Lafai (Waratahs) • Leilani Nathan (Waratahs) • Lydia Kavoa (Brumbies) • Siokapesi Palu (Brumbies) • Piper Duck (Waratahs) • Tabua Tuinakauvadra (Brumbies) |
| Arrières    | Layne Morgan (Waratahs) • Samantha Wood (Western Force) • Arabella McKenzie (Waratahs) • Faitala Moleka (Brumbies) • Cecilia Smith (Queensland Reds) • Georgina Friedrichs (Waratahs) • Shalom Sauaso (Queensland Reds) • Trilleen Pomare (Western Force) • Biola Dawa (Brumbies) • Desiree Miller (Waratahs) • Maya Stewart (Waratahs) • Caitlyn Halse (Waratahs) • Lori Cramer (Queensland Reds) |

| Entraîneur | Kévin Rouet (en) |
| Avants     | Mya Brubacher (Kingston Panthers) • Alex Ellis (Stade français Paris) • Brittany Kassil (Guelph RFC) • Cassandra Tuffnail (Ealing Trailfinders) • Courtney Holtkamp (Titans Rugby de Red Deer) • DaLeaka Menin (Exeter Chiefs) • Emily Tuttosi (Exeter Chiefs) • Fabiola Forteza (Stade bordelais) • Gabrielle Senft (Stade bordelais) • Gillian Boag (Capilano RFC) • Julia Omokhuale (Leicester Tigers) • Laetitia Royer (ASM Romagnat) • McKinley Hunt (Saracens) • Olivia DeMerchant (Halifax Tars RFC) • Pamphinette Buisa (Irish d’Ottawa) • Sara Cline (Western Force) • Sara Svoboda (Loughborough Lightning) • Sophie de Goede (Saracens) • Tyson Beukeboom (Ealing Trailfinders) |
| Arrières   | Alexandra Tessier (Exeter Chiefs) • Claire Gallagher (Leicester Tigers) • Fancy Bermudez (Westshore RFC) • Julia Schell (Ealing Trailfinders) • Justine Pelletier (Stade bordelais) • Maddy Grant (Claymores de Cornwall) • Mahalia Robinson (Town of Mont-Royal RFC) • Olivia Apps (Lindsay RFC) • Paige Farries (Saracens) • Sabrina Poulin (Town of Mont-Royal RFC) • Sarah-Maude Lachance (Stade bordelais) • Shoshanah Seumanutafa (Chiefs Manawa) |

| Entraîneur | Sione Fukofuka (en) |
| Avants     | Catie Benson (Sale Sharks) • Samantha Brackett (Rhinos) • Tahlia Brody (Leicester Tigers) • Rachel Ehrecke (Colorado Gray Wolves) • Eti Haungatau (Sale Sharks) • Charli Jacoby (Queensland Reds) • Erica Jarrell (Sale Sharks) • Rachel Johnson (Exeter Chiefs) • Jenny Kronish (Beantown) • Alivia Leatherman (Notre Dame) • Georgie Perris-Redding (Sale Sharks) • Hope Rogers (Exeter Chiefs) • Keia Mae Sagapolu (Leicester Tigers) • Paige Stathopoulos (Beantown) • Freda Tafuna (Lindenwood University) • Hallie Taufoou (Loughborough Lightning) • Kathryn Treder (Loughborough Lightning) • Kate Zackary (Ealing Trailfinders) |
| Arrières   | Cassidy Bargell (Beantown) • Amanda Berta (équipe nationale à sept) • Atumata Hingano (équipe nationale à sept) • Autumn Czaplicki (équipe nationale à sept) • Bulou Mataitoga (Loughborough Lightning) • Olivia Ortiz (Exeter Chiefs) • McKenzie Hawkins (Colorado Gray Wolves) • Gabby Cantorna (Exeter Chiefs) • Lotte Clapp (Saracens) • Katana Howard (Sale Sharks) • Emily Henrich (sans club) • Tess Feury (Leicester Tigers) • Taina Tukuafu (Lindenwood University) |

| Entraîneur | Allan Bunting (en) |
| Avants     | Luka Connor (Chiefs Manawa, Bay of Plenty) • Georgia Ponsonby (Matatū, Canterbury) • Grace Gago (Blues, Counties Manukau) • Kate Henwood (Chiefs Manawa, Bay of Plenty) • Aldora Itunu (Blues, Auckland) • Tanya Kalounivale (Chiefs Manawa, Waikato) • Marcelle Parkes (Matatū, Canterbury) • Amy Rule (Matatū, Canterbury) • Chryss Viliko (Blues, Auckland) • Alana Bremner (Matatū, Canterbury) • Maiakawanakaulani Roos (Blues, Auckland) • Charmaine Smith (Chiefs Manawa, Northland) • Maama Vaipulu (Blues, Auckland) • Kaipo Olsen-Baker (Matatū, Manawatu) • Layla Sae (Hurricanes Poua, Manawatu) • Kennedy Simon (Chiefs Manawa, Waikato) • Liana Mikaele-Tu'u (Blues, Auckland) |
| Arrières   | Amy du Plessis (Matatū, Canterbury) • Ariana Bayler (Chiefs Manawa, Waikato) • Ayesha Leti-I'iga (Hurricanes Poua, Wellington) • Iritana Hohaia (Hurricanes Poua, Taranaki) • Maia Joseph (Matatū, Otago) • Ruahei Demant (Blues, Auckland) • Hannah King (Hurricanes Poua, Canterbury) • Sylvia Brunt (Blues, Auckland) • Grace Steinmetz (Chiefs Manawa, Canterbury) • Monica Tagoai (Hurricanes Poua, Wellington) • Renee Holmes (Chiefs Manawa, Waikato) • Patricia Maliepo (Blues, Auckland) • Mererangi Paul (Chiefs Manawa, Counties Manukau) • Ruby Tui (Chiefs Manawa, Counties Manukau) • Katelyn Vahaakolo (Blues, Auckland)                                                      |